# 良いデフレ論争
良いデフレ論争（よいデフレろんそう）とは、1990年代に入ってから日本の物価上昇率（インフレーション）が低下したことで、1999年頃以降は消費者物価指数の下落基調が続くというデフレーションに陥ったことに関して起こった論争。
リチャード・クー（当時野村総合研究所主席研究員）が1994年に出版した、良い円高・悪い円高をもじって、デフレーションを良性のものと悪性のものとに分類し、当時の物価下落は良性の「良いデフレ」であるという主張が登場した。このため、当時の物価下落が、良性のものか悪性のものかという論争が起こった。

## 概要
よいデフレ論とは、デフレーションは流通革命や合理化の結果で消費者の利益にかなう、あるいは経済のグローバル化に伴う競争の結果で日本経済の高コスト体質の是正につながるといった主張である。
「構造改革や流通革命等で生産性が上がり、物価が下がっていくという要素を考慮せねばならない」という速水優日本銀行元総裁の発言や、「最近の物価下落は情報通信分野の技術革新などの変革を背景とした『よいデフレ』に分類される」という速水元総裁発言に代表される。

## 良いデフレと悪いデフレの区別
日本では、デフレーションを単に物価が下落基調を続けることという意味だけではなく、景気後退と物価下落が同時に起こることという意味で使われる場合が多かった。このため、当時のデフレ論争には議論の混乱が見られた。良いデフレ論争は、物価下落が景気の悪化を伴うものなのか、景気の悪化を伴わないのかによって、基調的な物価下落というデフレを分類して議論しようとしたものである。
デフレは物価水準が持続的に低下する現象であるが、実質GDPの順調な拡大など経済の量的な拡大を伴う場合には、必ずしも悪いものだけではないとする立場。需要曲線上の需要量が左下に移動する場合には、供給量は均衡点における量になっているにもかかわらず、価格は下落すると同時に量の減少が起こる（新しい需要量に合わせた均衡点にシフトしない）。これは典型的な需要不足によるデフレであり、経済や社会に悪影響を及ぼすものである。しかし一方、生産性の向上などによって、供給曲線が右下に移動する場合、均衡点は右下に移動し、量の拡大を伴って価格が下落する。こうした場合には、価格が下落するのでデフレではあるが、これは良いものであるとする。
生産性の向上によって価格が下落するのは、例えば、技術革新によってPCの価格が急速に下落し、一方で急速に普及率が高まっていったケースが挙げられる。このように生産性の上昇、新製品の普及率の高まりに伴って価格の下落と生産量の拡大が同時に起こることは広く見られる現象である。薄型テレビやハードディスクドライブ付きDVDレコーダーなどの耐久消費財の価格下落が問題であるとは考えられないように、量の拡大を伴う価格下落は悪いものではないという立場。
デフレかどうかの判断を景気動向と切り離し、物価水準の持続的な下落が起こることと定義した上で、実質GDPの順調な拡大など経済の量的な拡大を伴うものであれば良性とし、逆に、実質経済成長率の低下など経済の量的拡大の鈍化を伴うものであれば悪性と分類した。
毎日新聞は「物価はもっと下がっていい」「消費者の間でも安くて、いいものを買うという行動が定着してきた。こうしたことが、どうしてデフレなのか」と論じた。

## 内閣府の見解
2001年（平成13年）度経済白書は、良いデフレ論を取り上げ、「新製品の価格下落など相対価格（個別価格）の変化と、一般物価が下落するデフレーションを分けて考える必要がある」「内外価格差は、サービスなどの非貿易財部門の生産性上昇を通じて、非貿易財の価格水準が貿易財の価格水準に比べて相対的に低下することによって解決されるべき問題であり、一般物価水準の下落というデフレによって解決される問題ではない」という整理を行っている。
この上で一般物価の下落による企業の実質債務負担の増加が経済に悪影響を及ぼすので、デフレは好ましくないとし、デフレを良い・悪いと分類することに否定的な見解を取った。すなわち、一般物価水準の低下としてのデフレは企業の実質債務負担の増加を伴うという観点から常に好ましくないものである、との結論を示している。